# Giancarlo Mezzalira
Giancarlo Mezzalira (Padova, 7 aprile 1936 – Padova, 25 settembre 2016) è stato un calciatore italiano.

## Biografia
Ex calciatore, ha fondato la Cooperativa Coislha, associazione che offre lavoro anche ai disabili. Sposato con Carla, aveva una figlia (Antonella). È morto il 25 settembre 2016.

## Carriera
Arrivò molto giovane al Cagliari dove giocò sei stagioni tutte in Serie B inframezzate da una parentesi in prestito alla SPAL in Serie A con 6 presenze e una rete.
Terminata l'esperienza in Sardegna, giocò ancora in Serie B con la Reggiana terminando la carriera sempre in Serie B con il Monza.
È tuttora tra i migliori marcatori del Cagliari.

## Palmarès

### Club

#### Competizioni nazionali
- Serie C: 1

Varese: 1962-1963